# Mesogona
Mesogona är ett släkte av fjärilar som beskrevs av Jean Baptiste Boisduval 1840. Mesogona ingår i familjen nattflyn, Noctuidae.

## Dottertaxa tillMesogona, i alfabetisk ordning[1][2]
- Mesogona acetosellae ([Denis & Schiffermüller] , 1775)
  - Mesogona acetosellae anatolica Fibiger, 1997
- Mesogona olivata Harvey, 1874
- Mesogona oxalina (Hübner 1803), krypvidefly
- Mesogona rubra Crabo & Hammond, 1997
- Mesogona subcuprea Crabo & Hammond, 1997